# Ащибулакский сельский округ
Ащибулакский сельский округ (каз. Ащыбұлақ ауылдық округі) — административная единица третьего уровня в Илийском районе Алматинской области. Административным центром является село Мухаметжан Туймебаева.

Население — 25205 человек на 1 января 2016 года

## История
Весной 2015 года в состав сельского округа была включена территория площадью 1,37 км² ликвидированного Первомайского сельского округа и территория площадью 0,97 км² Байсеркенского сельского округа согласно решению маслихата Алматинской области от 27 марта 2015 № 43-247 и постановлением акимата Алматинской области от 27 марта 2015 № 156 . В 2010 году было образовано село Толе-би

## Состав
| Населенный пункт             | Населения человек (1999) | Населения человек (2009) |
| ---------------------------- | ------------------------ | ------------------------ |
| Жапек батыра, село           | 4616                     | 7238                     |
| Коккайнар, село              | 1740                     | 2540                     |
| Мухаметжан Туйменбаева, село | 6541                     | 10312                    |
| Толе-би, село                | -                        | -                        |
| 48 садоводческих обществ     | -                        | -                        |

## Предприятия
Некоторые крупные предприятия округа:
- «Первый Пивзавод»
- завод « Ботабеков»
- завод «Росс прокат»
- «Дормаш ЧТЗ»
- ТОО «Aluminium of Kazakhstan»
- завод «Дизайн Пласт»
- АО «Аллель Агро»
- «Фрилайн Дистрибьюшен»
- «Премиум Логистик»
- «Юрик и ТМ»